# Đắk R'La
Đắk R'La là một xã thuộc huyện Đắk Mil, tỉnh Đắk Nông, Việt Nam.

## Địa lý
Xã Đắk R'La nằm ở phía đông bắc huyện Đắk Mil, có vị trí địa lý:
- Phía đông giáp xã Đắk Gằn
- Phía tây giáp xã Đắk N'Drót và xã Đắk Lao
- Phía nam giáp các xã Đức Mạnh, Long Sơn và huyện Krông Nô
- Phía bắc giáp huyện Cư Jút.

Xã Đắk R'La có diện tích 90,82 km², dân số năm 2020 là 12.564 người, mật độ dân số đạt 138 người/km².

## Hành chính
Xã Đắk R'La được chia thành 11 thôn: 1, 2, 3, 4, 5, 6, 7, 8, 9, 10, 11, Năm Tầng.

## Lịch sử
Xã Đắk R'La được thành lập vào ngày 24 tháng 3 năm 1998 trên cơ sở 10.204 ha diện tích tự nhiên và 4.143 người của xã Đắk Gằn.
Ngày 6 tháng 6 năm 2005, Chính phủ ban hành Nghị định 70/2005/NĐ-CP. Theo đó, thành lập xã Đắk N'Drót trên cơ sở 3.320 ha diện tích tự nhiên và 234 người của xã Đức Mạnh, 1.428 ha diện tích tự nhiên và 3.207 người của xã Đắk R'La.
Sau khi điều chỉnh địa giới hành chính, xã Đắk R'La còn lại 8.776 ha diện tích tự nhiên và 6.855 người.
Ngày 30 tháng 9 năm 2019, Hội đồng Nhân dân tỉnh Đắk Nông ban hành Nghị quyết 24/NQ-HĐND về việc:
- Sáp nhập thôn 9 vào thôn 4
- Đổi tên thôn 12 thành thôn 9.

Ngày 12 tháng 1 năm 2021, Ủy ban Thường vụ Quốc hội ban hành Nghị quyết 1190/NQ-UBTVQH14 về việc điều chỉnh địa giới đơn vị hành chính cấp huyện, xã thuộc tỉnh Đắk Nông (nghị quyết có hiệu lực từ ngày 1 tháng 2 năm 2021). Theo đó, điều chỉnh 2,56 km² diện tích tự nhiên của thôn Năm Tầng thuộc xã Đắk R'La về xã Cư Knia, huyện Cư Jút quản lý.